# Kamienica przy ulicy Berka Joselewicza 24 w Krakowie
Kamienica przy ulicy Berka Joselewicza 24 – zabytkowa kamienica znajdująca się w Krakowie, w dzielnicy I, przy ulicy Berka Joselewicza 24 na rogu z ul. Starowiślną 40, na Kazimierzu.
Kamienica została wzniesiona w 1892 roku. W 1935 roku budynek został przebudowany, zgodnie z projektem Zygmunta Prokesza.
Kamienica została wpisana do gminnej ewidencji zabytków. Znajduje się na obszarze Kazimierza, którego układ urbanistyczny został wpisany 23 marca 1934 do rejestru zabytków.